# Derek Ashton
Derrick „Derek“ Ashton (* 4. Juli 1922 in Worksop; † 16. Februar 1997 in Telford) war ein englischer Fußballspieler.

## Karriere
Ashton leistete während des Zweiten Weltkriegs als sogenannter Bevin Boy seinen Militärdienst im Bergbau ab, 1941 wurde er von „Major“ Frank Buckley als Spieler vom Sheffielder Klub Kiveton Park zu den Wolverhampton Wanderers geholt. Dort etablierte er sich über die folgenden Jahre als fester Bestandteil in der Wanderers-Defensive, in den kriegsbedingten Ersatzwettbewerben kam er zu mindestens 147 Einsätzen (1 Tor). und war damit Rekordspieler für die Wolves während des Zweiten Weltkriegs. Die Mannschaftszusammenstellung hatte oftmals wenig Gemeinsamkeit mit dem regulären Spielbetrieb, so war er im September 1941 anlässlich eines Spiels bei Leicester City mit 19 Jahren bereits der älteste Spieler seiner Mannschaft.
Nach dem Gewinn des Football League War Cups, an dessen Finalspielen Ashton nicht mitgewirkt hatte, spielte er im Juni 1942 als Mittelläufer mit den Wanderers an der Londoner Stamford Bridge gegen den FC Brentford, den Sieger des London War Cups; nach 90 Minuten trennten sich die beiden Mannschaften bei hochsommerlichen Temperaturen 1:1. Während der Ligabetrieb erst 1946 wieder aufgenommen wurde, fand der FA Cup bereits in der Saison 1945/46 wieder statt. Ashton kam dabei in allen vier Partien der Wanderers zum Einsatz, als der Wettbewerb das einzige Mal in Hin- und Rückspielen ausgespielt wurde. Nach einem lockeren Auftakterfolg gegen Lovells Athletic scheiterte er mit seiner Mannschaft in der folgenden Runde am späteren Finalisten Charlton Athletic. Im März 1946 trat er als Gastspieler zudem in einer Partie für Leicester City in Erscheinung, die Partie war zugleich der erste Auftritt von Johnny Duncan als Trainer. Eine Woche später gastierte er auch bei Luton Town, als ein 1:1-Unentschieden gegen den späteren Pokalsieger Derby County gelang.
Zur Saison 1946/47, der ersten Nachkriegssaison, wurde er vom Erstligakonkurrenten Aston Villa verpflichtet, der Wechsel galt als „einziger großer Transfer“ Villas in der Saisonpause. Der auf beiden Verteidiger- und der Mittelläuferposition einsetzbare Ashton kam in seiner ersten Saison lediglich bei einer 0:1-Niederlage beim FC Blackpool im September 1946 zum Einsatz, die Plätze in der Verteidigung waren ansonsten zumeist durch Vic Potts und George Cummings besetzt. Auf weitere Einsätze musste er bis zur Saison 1948/49 warten, als er im Herbst 1948 an der Seite von Cummings zu einer Serie von sieben Einsätzen kam, zugleich seine letzten Pflichtspieleinsätze in der ersten Mannschaft von Villa. Ashton hatte bei Villa den Spitznamen „Paleface“ (dt. Bleichgesicht) und spielte noch bis 1951 im Reserveteam in der Central League, möglich weitere Einsätze in der ersten Mannschaft verhinderte auch ein längerfristiger verletzungsbedingter Ausfall während der Saison 1949/50.
Im August 1951 war Ashton in einem internen Testspiel bei Wellington Town „überragend“ und schloss sich dem Klub in der Sommerpause an, bei dem zahlreiche frühere Wolves-Spieler aktiv waren. Mit Alf Crook bildete er dabei jahrelang das Verteidigerpaar; 1951/52 gelang der Meistertitel in der Cheshire County League, in den Spielzeiten 1952/53 bis 1954/55 qualifizierte man sich drei Mal in Folge für die erste Hauptrunde des FA Cups, scheiterte dort aber stets. Als Wellington 1958 der Southern League beitrat, gehörte Ashton sporadisch immer noch zum Aufgebot und dem Trainerstab der Reservemannschaft an, im April 1959 erhielt er für seine langjährigen Dienste ein „Benefizspiel“.